# Neulop II
Neulop II is een bestuurslaag in het regentschap Pidie van de provincie Atjeh, Indonesië. Neulop II telt 689 inwoners (volkstelling 2010).